# 烏圖斯峰

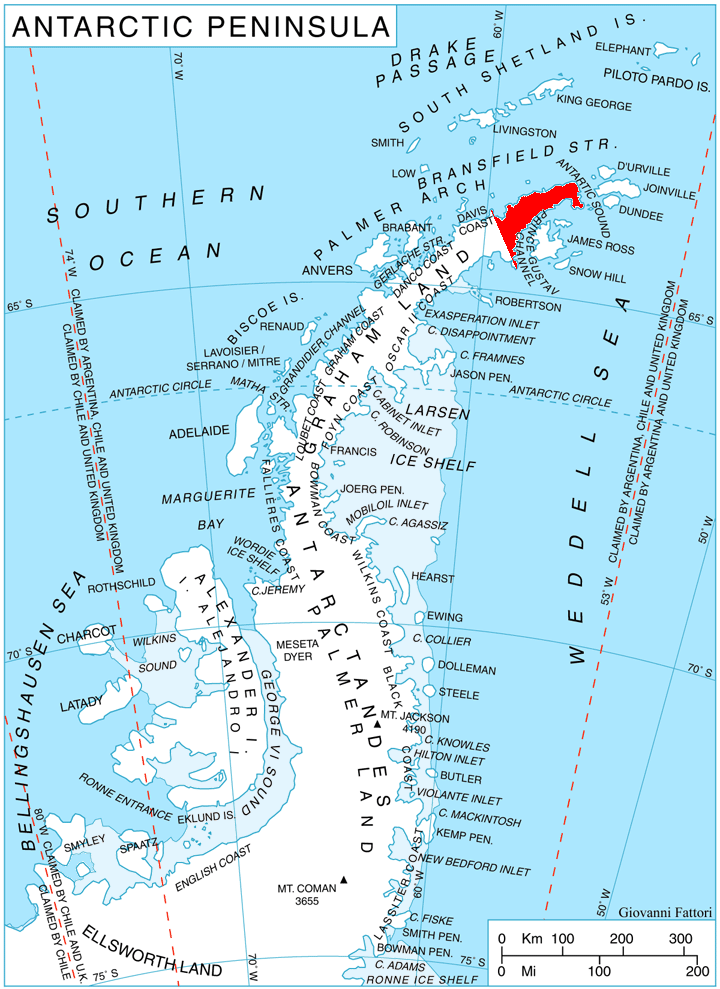

烏圖斯峰（英語：Utus Peak）是南極洲的山峰，位於帕默群島的特里尼蒂半島，處於戴姆勒山東南面0.98公里、潘哈德冰原島峰西南面10.97公里和博茲韋利峰東北面2.58公里的特拉基亞高地，海拔高度1,217米，以保加利亞北部鄉鎮命名，現時由南極條約體系管理。